# 利索古比夫卡
51°19′9″N 33°9′45″E / 51.31917°N 33.16250°E
利索胡比夫卡（烏克蘭語：Лисогубівка）是位於烏克蘭東北部的村莊，由蘇梅州科諾托普區的波皮夫卡市鎮負責管轄。該村處於謝伊姆河左岸，距離塔蘭西克1.5公里，海拔高度123米，2001年人口102。